# Anthony Hughes, Lord Hughes of Ombersley

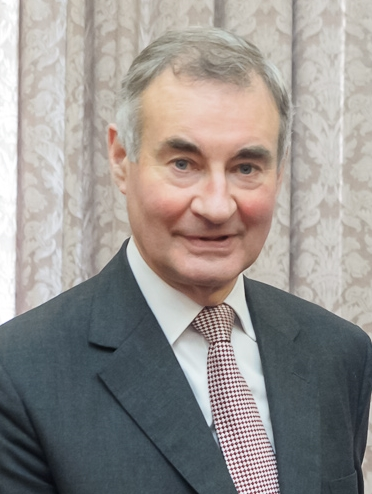
Anthony Hughes, Lord Hughes of Ombersley, 2018

Anthony Philip Gilson Hughes, Lord Hughes of Ombersley, Kt, PC, QC (* 11. August 1948 in St Albans, Hertfordshire) ist ein englischer Jurist und ehemaliger Richter am Obersten Gerichtshof des Vereinigten Königreichs.
Er besuchte das Tettenhall College und absolvierte ein Jurastudium am Van Mildert College der University of Durham, welches er mit einem Bachelor of Laws abschloss. Er erhielt seine Anwaltszulassung am Inner Temple 1970 und war von 1985 bis 1997 Stadtrichter am Crown Court in Birmingham. 1990 wurde er zum Kronanwalt ernannt; von 1997 bis 2006 war er Richter am High Court of Justice. Am 6. November 1997 wurde er zum Knight Bachelor („Sir“) geschlagen. Von 2006 bis 2013 war er Richter am Court of Appeal.
Am 9. April 2013 wurde er zum Richter am Obersten Gerichtshof des Vereinigten Königreichs ernannt. Laut Königlichem Beschluss vom 28. März 2011 erhalten alle Richter des Obersten Gerichtshofes, sofern sie keinen Peerstitel innehaben, auf Lebenszeit zumindest den Höflichkeitstitel eines Lords. So erhielt Hughes den Höflichkeitstitel eines Lord Hughes of Ombersley. Die territoriale Widmung dieses Titels bezieht sich auf den Ort Ombersley in Worcestershire. Hughes’ Amtszeit endete am 11. August 2018, seinem 70. Geburtstag.
2024 wurde Hughes zum Ehrenmitglied der Royal Society gewählt.